# Andreas Kniepert

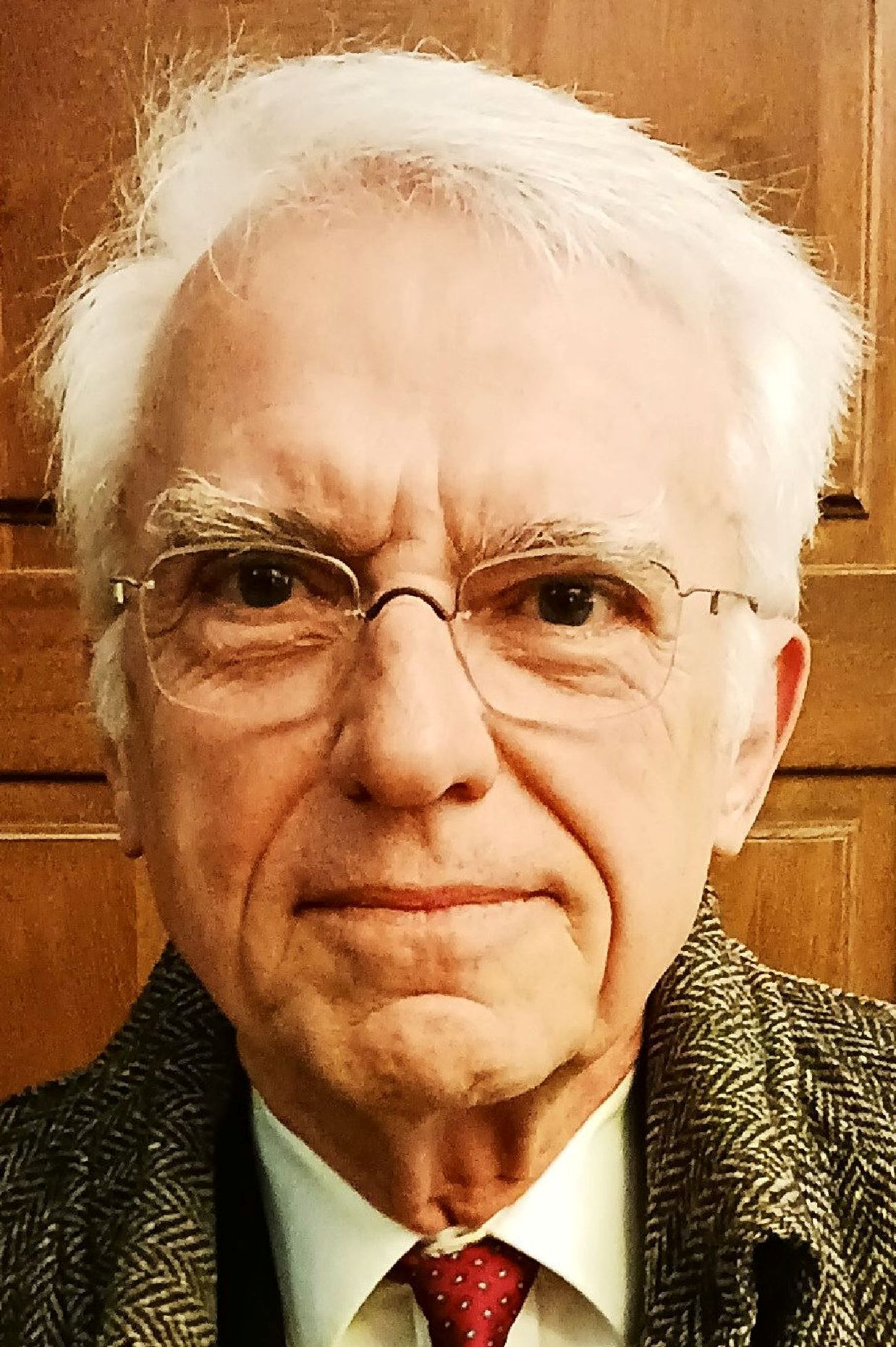
Andreas Kniepert 2025

Andreas Kniepert (* 11. April 1950 in Löbau) ist ein deutscher Ingenieur und Politiker (FDP).

## Leben und Beruf
Nach dem Abitur 1968 an der Erweiterten Oberschule in Löbau arbeitete Kniepert zunächst als Mechaniker. Nach dem NVA-Grundwehrdienst nahm er ein Studium der Verfahrenstechnik an der Technischen Universität Dresden auf, das er mit der Prüfung zum Diplom-Ingenieur 1974 beendete. Von 1974 bis 1995 war er als wissenschaftlicher Assistent an der Fakultät für Bauingenieurwesen der Hochschule für Architektur und Bauwesen in Weimar tätig. Hier promovierte er 1978 zum Dr.-Ing., habilitierte sich 1984 zum Dr. Ing. habil. und war als Dozent tätig.
Andreas Kniepert ist seit 1986 mit der habilitierten Ärztin Editha Kniepert verheiratet und hat zwei Söhne.

## Politik
Kniepert war zu DDR-Zeiten seit 1987 Mitglied der NDPD. Nach der politischen Wende engagierte er sich erfolgreich für einen Zusammenschluss von NDPD und LDPD zur FDP. Von 1990 bis 1994 sowie von 1999 bis 2002 war er Landesvorsitzender seiner Partei in Thüringen. 1990 wurde er in den Thüringer Landtag gewählt, dem er bis 1994 angehörte. Hier war er Vorsitzender der FDP-Fraktion. Bei der Landtagswahl 1999 kandidierte er auf Platz 4 der Landesliste und direkt im Wahlkreis Weimar.
Kniepert wurde auf dem Vereinigungsparteitag der FDP im August 1990 in Hannover als Beisitzer in den Bundesvorstand gewählt und auf den nachfolgenden Parteitagen 1992 und 1993 wiedergewählt. Auf dem Parteitag 1995 kandidierte er nicht mehr und schied damit aus dem Vorstand aus.
Bei der Bundestagswahl 2002 war er Kandidat der FDP im Wahlkreis Eichsfeld. Als Verfechter einer national-liberalen Richtung gehörte er zu den engagiertesten Unterstützern Jürgen Möllemanns. Kniepert ist unter anderem weiter im Bundesvorstand der Liberalen Senioren aktiv.

## Veröffentlichungen
- Dissertation: Modellsystem zur Optimierung der Schotter- u. Splittprod. Weimar 1978[7]
- Habilitation: Zur Beschreibung phänomenolog. erfaßbarer, mehrdimensionaler, nichtlinearer Abhängigkeiten durch mathemat. Funktionen. Weimar 1984
- Patent: Tragwerk für Brücken und Dachkonstruktionen. Anmeldung: 7. Dezember 2000[8]